# 阿卜杜拉·本·穆罕默德
阿卜杜拉·本·穆罕默德（Abdullah ibn Muhammad，阿拉伯语：‎，844年—912年）是一位哥多華埃米爾，穆罕默德一世之子，888年至912年在位。

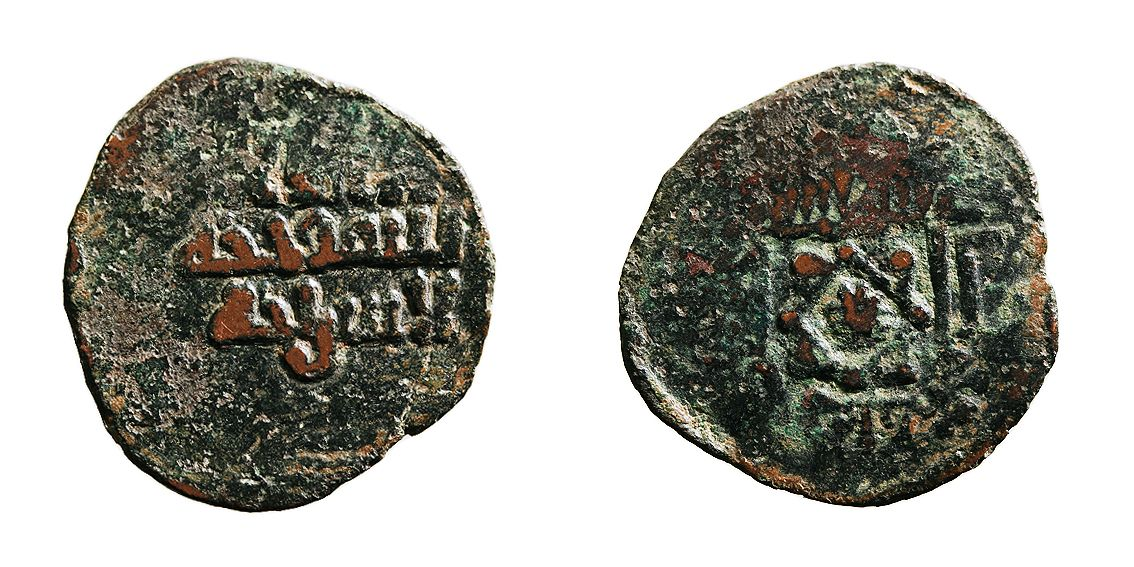
阿卜杜拉發行的錢幣

阿卜杜拉在異母兄蒙齊爾死後登基。他在位期間與奧瑪爾·本·哈夫遜作戰，直到912年去世。他娶了潘普洛納國王弗頓·加爾塞斯的女兒，奧妮卡·弗頓尼斯。他的孫子阿卜杜拉赫曼三世在他死後繼位。